# Acumontia echinata
Acumontia echinata is een hooiwagen uit de familie Triaenonychidae. De wetenschappelijke naam van Acumontia echinata gaat  terug op Pocock.